# Йованович, Здравко
Здравко Йованович (серб. Здравко Јовановић; 1909, Осладич — 3 февраля 1943, Дедник) — югославский военачальник, участник Народно-освободительной войны Югославии, Народный герой Югославии.

## Биография
Родился в 1909 году в деревне Осладич (около Валево). Окончил школу, после чего отправился служить в армию. Сержант-водник Югославской королевской армии. Член Коммунистической партии Югославии с 1937 года. Участвовал в Апрельской войне, избежал пленения после капитуляции и вернулся в родное село. Один из лидеров партизанского движения в Валево.
Летом 1941 года после образования Валевского партизанского отряда Здравко стал его командиром. Боевое крещение принял 14 и 15 августа в битве за Лайковац, в битве за Крупань командовал взводом бомбомётчиков, который разрушил немецкую крепость. Благодаря его заслугам в боях на Завлаце немецкие войска были задержаны на две недели, понеся большие потери. Как командир Валевского отряда присутствовал на военном совещании 26 сентября 1941 в селе Столицы.
После первого антипартизанского наступления и отхода главных сил партизан в Санджак в конце ноября — начале декабря 1941 года Здравко вместе с Валевским и Мачванским партизанскими отрядами остался на территории Западной Сербии. Эти отряды в конце 1941 — начале 1942 года в холодное зимнее время вели тяжёлые бои с превосходящими вражескими силами. Измотанный бесконечными нападениями, Здравко Йованович вынужден был в марте 1942 года перейти через Дрину в Восточную Боснию, где связался со 2-й пролетарской ударной бригадой.
После перехода в Боснию Здравко возглавил роту Белградского батальона 1-й пролетарской ударной бригады. В конце 1942 года окончил высшие курсы военной школы НОАЮ в Дони-Лапаце и по приказу Верховного штаба НОАЮ был отправлен в Словению, где возглавил штаб 2-й оперативной зоны. 3 февраля 1943 погиб в бою в местечке Дедник, под Гроспулем, в окрестностях Любляны.
6 июля 1953 указом Президента ФНРЮ Иосипа Броза Тито награждён орденом и званием Народного героя Югославии.